# نطاق سلطة الكنيسة
كان نطاق سلطة الكُنَيْسَة جزءًا من الرعية الكنسية في إنجلترا وأجزاء من الأراضي المنخفضة في إسكتلندا حتى منتصف القرن التاسع عشر.